# Tadeusz Pecolt
Tadeusz Pecolt, właśc. Tadeusz Petzold (ur. 11 marca 1910 w Łodzi, zm. 26 sierpnia 2008 tamże) – polski duchowny katolicki pochodzenia niemieckiego, prałat, magister licencjusz teologii, dziekan piotrkowski, długoletni prefekt – katecheta szkół w Piotrkowie Trybunalskim, przez pół wieku rektor piotrkowskiego kościoła akademickiego Panien Dominkanek pw. Matki Bożej Śnieżnej.

Za swą społeczną działalność otrzymał kilka odznaczeń. W 1996 został głównym bohaterem filmu dokumentalnego Grzegorza Królikiewicza (który był niegdyś uczniem ks. Pecolta) pt. Bardziej niż siebie samego.

Był ostatnim żyjącym kapłanem archidiecezji łódzkiej spośród księży wyświęconych w Łodzi przed II wojną światową. Jego życie cechowała niezwykła skromność materialna. Nigdy nie został proboszczem ani kanonikiem.
Ks. Pecolt pochodził ze śródmiejskiej parafii Podwyższenia Świętego Krzyża w Łodzi. Wspominając czasy młodości, mówił, że wywodził się z obojętnej religijnie, kupieckiej rodziny. Samemu jednak chodził systematycznie na niedzielne msze. Po zdanej maturze na krótko wyjechał do Niemiec. Po powrocie do Łodzi, zajął się w rodzinnej firmie księgowością. Niespodziewanie dla najbliższych, w wieku 22 lat postanowił wstąpić do łódzkiego, diecezjalnego Wyższego Seminarium Duchownego, które ukończył po pięciu latach. Święcenia kapłańskie przyjął dnia 21 sierpnia 1937 z rąk biskupa Włodzimierza Jasińskiego.
Po wybuchu II wojny światowej pomagał w wydawaniu konspiracyjnego pisma. Jednak gestapo odnalazło tajną drukarnię i aresztowało kapłanów tam pracujących. Z racji, że ks. Pecolt znał biegle język niemiecki, zaproponowano mu, aby w swej rodzimej parafii odprawiał nabożeństwa dla niemieckiej ludności miasta, na co początkowo się zgodził. Później zachęcano go, aby zdradzał tajemnicę spowiedzi, czego odmówił. Szczęśliwie, nie spotkały go za to żadne represje (niemieccy oficerowie potraktowali tę postawę księdza z szacunkiem, widząc w niej wyraz świadectwa odwagi i wiary). Wkrótce jednak ks. Pecolt, pragnąc służyć wszystkim ludziom, niezależnie od narodowości, postanowił uciec z Łodzi. Udało mu się zbiec na Podlasie. Następnie dotarł do Starej Wsi pod Węgrowem. Ukrywał się na fałszywych dokumentach wyrobionych na nazwisko Tadeusz Perzyński (zawód ogrodnik). Tam też, w szkole z internatem, istniejącej przy zakonie sióstr Zmartwychwstanek, pomagał w opiece nad sierotami z Warszawy, ucząc religii, łaciny i innych przedmiotów.
Godnym pochwały wydaje się fakt podjęcia przez ks. Pecolta i sióstr Zmartwychwstanek wielkiego ryzyka w postaci decyzji o ukrywaniu dziewięciu małych Żydówek, dzięki czemu udało się uratować im życie. Na znak podzięki i pamięci wobec czynu ks. Pecolta w ogrodzie Instytutu Pamięci Męczenników i Bohaterów Holocaustu Jad Waszem w Jerozolimie posadzono trzy drzewka i położono tablicę ze stosownym napisem.
Po zakończeniu działań wojennych ks. Pecolt wrócił do swej macierzystej diecezji. Następnie został oddelegowany na posługę wikariusza i katechety w Sulejowie. W 1947 przeniesiony do Piotrkowa Trybunalskiego. Tam też w 1948 został rektorem kościoła Panien Dominikanek oraz prefektem w żeńskim gimnazjum Zrzeszenie i III Liceum Ogólnokształcącym. Wkrótce potem rozpoczął dodatkowo posługę kapelana szpitalnego.
W latach pięćdziesiątych podjął studia w trybie zaocznym na Katolickim Uniwersytecie Lubelskim, gdzie uzyskał tytuł magistra teologii dogmatycznej, a potem, 16 lutego 1955, licencjat naukowy z teologii.
Działał w niemieckiej organizacji Maximilian-Kolbe-Werk, gdzie niósł swą materialną i duchową pomoc kilkuset żyjącym byłym więźniom obozów koncentracyjnych oraz wdowom po nich.
Dopiero w wieku 88 lat przeszedł na kościelną emeryturę. Na początku XXI wieku sędziwy ks. Pecolt zamieszkał u swego przyjaciela w Piotrkowie, gdzie przebywał przez kilka lat.
Dnia 26 sierpnia 2007 z okazji brylantowej, siedemdziesiątej rocznicy święceń kapłańskich ks. Pecolta w kościele Panien Dominikanek
odbyły się uroczystości jubileuszowe. Gospodarzem tego wydarzenia był ks. dr Ireneusz Bochyński, będący od 2006 rektorem kościoła. Mszy świętej przewodniczył i homilię wygłosił metropolita łódzki Władysław Ziółek. Schorowany, poruszający się na wózku inwalidzkim, ks. Tadeusz był bardzo wzruszony. Na koniec eucharystii powiedział kilka zdań. Czuł już swe rychłe odejście i prosił obecnych tam wiernych o modlitwę. Po nabożeństwie w kruchcie kościoła odsłonięto pamiątkową tablicę upamiętniającą to wydarzenie, którą ufundowały uczennice księdza i wierni tutejszego kościoła.
Latem 2007 na skutek konieczności zapewnienia ks. Pecoltowi stałej opieki przeniesiono go do Domu Księży Emerytów Archidiecezji Łódzkiej, mieszczącego się przy parafii św. Wojciecha w Łodzi na Chojnach. Tym samym, po kilkudziesięciu latach wrócił do swego rodowitego miasta, gdzie w następnym roku zmarł w uroczystość Matki Boskiej Częstochowskiej. Jego pogrzeb odbył się dnia 30 sierpnia 2008 w Piotrkowie Trybunalskim – po mszy w kościele Panien Dominikanek ciało księdza Pecolta przeniesiono na miejscowy cmentarz rzymskokatolicki, gdzie dokonano pochówku.
Tytuły, godności, odznaczenia
- kościelne
  - rokieta i mantolet, 9 czerwca 1956
  - kapelan Jego Świątobliwości, 4 marca 1994
- pozostałe
  - Medal Komisji Edukacji Narodowej
  - medal Za szczególne osiągnięcia na rzecz rozwoju województwa piotrkowskiego
  - Złota Wieża Trybunalska
  - Honorowy Obywatel Miasta Piotrkowa Trybunalskiego (pierwszy w historii)[7], 31 maja 1995
  - laureat plebiscytu Piotrkowianin XX wieku